# 阿爾捷莫-拉斯季夫卡
50°29′19″N 34°42′5″E / 50.48861°N 34.70139°E
阿爾泰莫-拉斯蒂夫卡（烏克蘭語：Артемо-Растівка）是位於烏克蘭東北部的村莊，由蘇梅州奥赫蒂尔卡区的特羅斯佳內茨市鎮負責管轄。該村處於奧列什尼亞河畔，海拔高度158米，2001年人口216。